# دهستان میان‌رود (سنندج)
دهستان میان‌رود یکی از دهستان‌های شهرستان سنندج در استان کردستان ایران است که در بخش سیروان قرار دارد.

## جمعیت
براساس سرشماری مرکز آمار ایران در سال ۱۳۹۵، جمعیت دهستان میان‌رود ۶۵۹۱ نفر (در ۱۹۳۳ خانوار) بوده‌است.